# Bifrenaria vitellina
Bifrenaria vitellina é uma espécie de orquídea epífita de crescimento cespitoso que só existe do Espírito Santo a Santa Catarina e Minas Gerais, no Brasil, onde habita florestas úmidas. Pertence ao grupo das Bifrenaria pequenas, classificadas ocasionalmente nos gêneros Adipe ou Stenocoryne. Pode ser facilmente reconhecida por sua cor amarela forte, mancha escura no centro do labelo e pequenos tracos irradiantes em seus lobos laterais.